# Defiance County
Defiance County är ett administrativt område i delstaten Ohio, USA, med 39 037 invånare. Den administrativa huvudorten (county seat) är Defiance. 

## Geografi
Enligt United States Census Bureau så har countyt en total area på 1 073 km². 1 065 km² av den arean är land och 8 km² är vatten.    

### Angränsande countyn

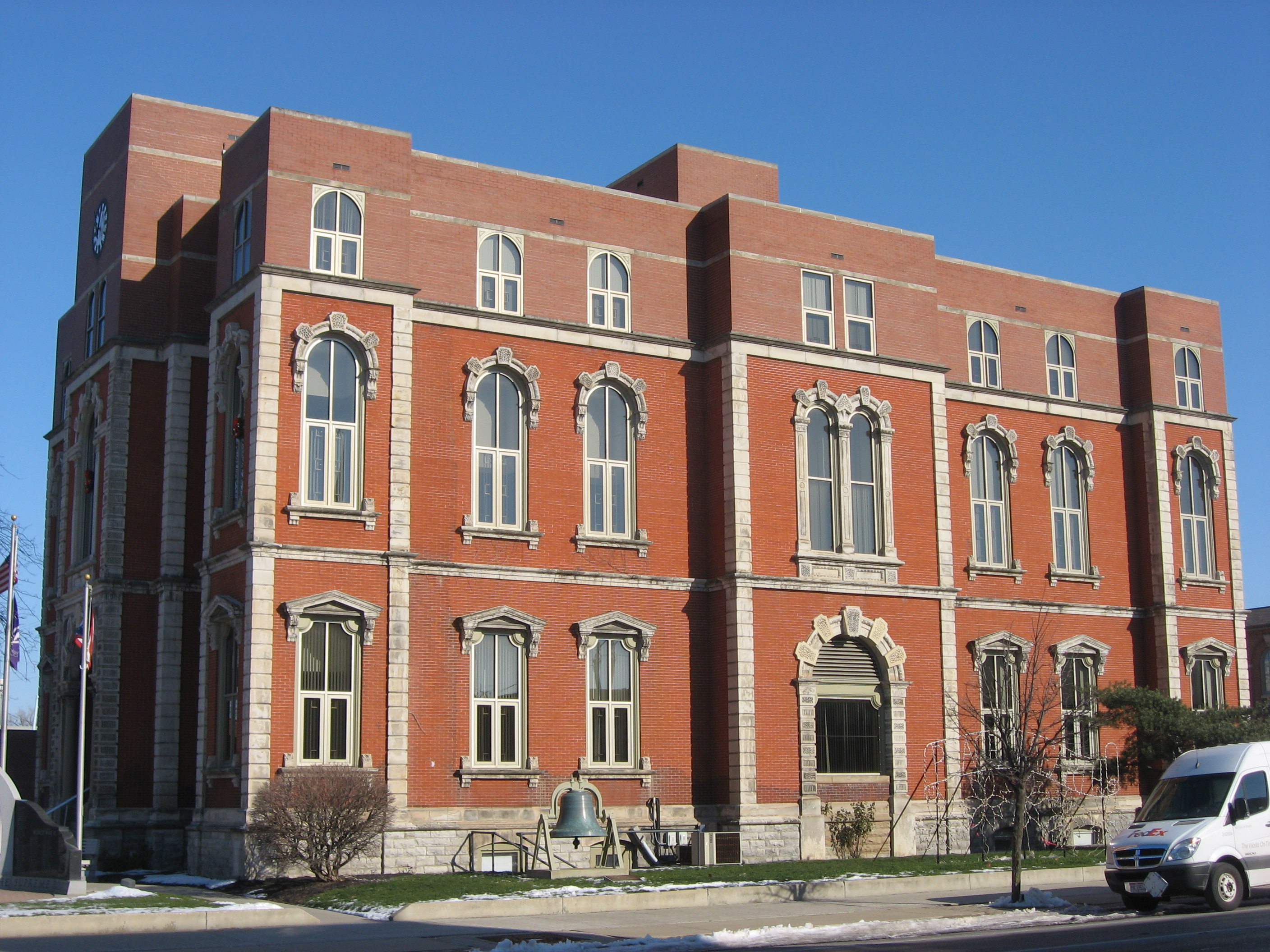
Defiance County Courthouse i Defiance.

- Williams County - nord
- Henry County - öst
- Putnam County - sydost
- Paulding County - syd
- Allen County, Indiana - sydväst
- DeKalb County, Indiana - väst